# Bukownica (powiat gostyński)
Bukownica – wieś w Polsce położona w województwie wielkopolskim, w powiecie gostyńskim, w gminie Krobia.

## Historia
Miejscowość pierwotnie związana była z Wielkopolską. Ma metrykę średniowieczną i istnieje co najmniej od początku XIV wieku. Wymieniona pierwszy raz w łacińskim dokumencie z 1310 jako Bucovniza, 1393 Bucofnicza, 1398 Bukowinicza, 1401 Buccownicza, 1409 Bukownicza Minor, Bukownicza Maior.
Wieś początkowo była własnością szlachecką należącą do lokalnej szlachty wielkopolskiej z rodu Bukownickich, którzy od nazwy wsi przyjęli odmiejscowe nazwisko. Później miejscowość stała się wsią kościelną i należała do biskupstwa poznańskiego. W 1409 leżała w powiecie kościańskim Korony Królestwa Polskiego. W 1510 miejscowość leżała w parafii Krobia.
W 1310 właściciele Bukownicy sprzedali sołectwo bukownickie sołtysom Sulisławowi i Adamowi celem lokowania tej wsi na prawie średzkim. Sołtysi ci otrzymali 4 łany i 4 zagrody wolne, 1/3 dochodów sądowych, prawo do polowania, Młyn zbożowy, karczmę, piekarnię, kram szewski, jatkę. Po 12 latach zwolnień podatkowych zwanych wówczas wolnizną płacony miał być czynsz z łana w wysokości dwóch ćwiertni pszenicy, 4 ćwiertni żyta, 6 ćwiertni owsa, a w ramach dziesięciny jeden wiardunek srebra. Mały staw rybny zlokalizowany we wsi zastrzeżony był dla pana, ale jeśli sołtysi pomogliby zastawić wodę, to mieli zezwolenie aby poniżej zbudować młyn oraz staw.
W latach 1398–1409 jako właściciel odnotowany został Smysław Smyszek Bukownicki. W 1411 właściciele majątków we wsi oraz dziedzice Bukownicy: Smysław, jego żona Katarzyna oraz dzieci Boguchwał, Pełka, Mściszek i Luchna, a także dzieci po zmarłym Konradzie Swachna, Mikołaj i Agnieszka dali biskupowi poznańskiemu swoje części we wsi w zamian za jeden łan wolny w Krobi Starej oraz 100 grzywien szer. groszy.
Wieś odnotowały historyczne rejestry podatkowe. W 1510 we wsi należącej do biskupów poznańskich odbotowano 6,5 łana osiadłego oraz 0,5 łana opuszczonego. W 1530 miał miejsce pobór podatków z 4 łanów. W 1563 pobrano podatki z 6,5 łana, a pół łana zostało nowo osadzone. We wsi stała także karczma doroczna. W 1564 w Bukownicy było 7 łanów osiadłych, folwark na połowie opuszczonego łana oraz kolejne 1,5 łana opustoszałego i 1,5 łana sołeckiego. W 1571 we wsi biskupa poznańskiego pobrano podatki z 7 łanów osiadłych, od jednego komornika oraz karczmy dorocznej. W 1581 pobrano podatki z 7 łanów, zagrodnika oraz dwóch komorników.
W 1564 na gruntach sołeckich powstał folwark. Utworzono go na 1,5 łana sołectwa i 0,5 łana opuszczonego. W 1588 synowie Mikołaja pełniącego funkcję sołtysa w Bukownicy skarżyli się, że za czasów biskupa Andrzeja Czarnkowskiego rządca klucza krobiańskiego zabrał im sołectwo w Bukownicy wraz z przywilejami, nie dawszy w zamian ani grosza, a sołectwo zostało obrócone na folwark.
Wieś duchowna, własność biskupstwa poznańskiego, pod koniec XVI wieku leżała w powiecie kościańskim województwa poznańskiego w Rzeczypospolitej Obojga Narodów.
W wyniku II rozbioru Rzeczypospolitej w 1793, miejscowość przeszła w posiadanie Prus i jak cała Wielkopolska znalazła się w zaborze pruskim. W okresie Wielkiego Księstwa Poznańskiego (1815–1848) miejscowość należała do wsi mniejszych w ówczesnym pruskim powiecie Kröben (krobskim) w rejencji poznańskiej. Bukownica należała do okręgu ekonomii Krobia tego powiatu i stanowiła część majątku Chumiętki, którego właścicielem był wówczas rząd pruski w Berlinie. Według spisu urzędowego z 1837 roku wieś liczyła 80 mieszkańców, którzy zamieszkiwali 7 dymów (domostw).
W latach 1975–1998 miejscowość należała administracyjnie do województwa leszczyńskiego.